# Simulacron-3
Simulacron-3 (auch Simulacron-Drei oder Welt am Draht) ist der Titel eines Science-Fiction-Romans des US-amerikanischen Autors Daniel F. Galouye, der erstmals 1964 veröffentlicht wurde. Im Vereinigten Königreich ist der Roman auch unter dem alternativen Titel Counterfeit World erschienen.

## Handlung
Das Werk handelt von dem Betreiber einer simulierten Großstadt, die zu Marktforschungszwecken eingesetzt wird. Der gigantische Computer der sog. TEAG (Test AG) macht das möglich. In seinen Speichern  befinden sich Tausende von Bewohnern, deren Umfeld bis ins kleinste Detail gestaltet ist.  Die Simulation ist so gut, dass die Bewohner ein eigenes Bewusstsein besitzen, aber nicht wissen, dass sie nur als Software in einem Computer existieren. Im Laufe der Zeit erkennt der Protagonist Douglas Hall, der technische Direktor der Anlage, immer mehr, dass auch seine Welt nicht real ist, sondern ebenfalls nur als Simulation in einer höheren Realität existiert. Mit Hilfe von Jinx, einer aus dieser höheren Realität „herabgestiegenen“ Administratorin der dortigen Anlage, gelingt es ihm schließlich, nicht nur seine eigene simulierte Welt vor der Zerstörung durch den „Großen Simulatroniker“ der höheren Welt zu bewahren, sondern zugleich seinen eigenen Geist in dessen Körper, der seinem äußerlich perfekt nachempfunden wurde, zu übertragen und den Großen Simulatroniker so auf die simulierte Ebene des Computers zu schleudern, wo sein alter Körper im Verlauf eines Volksaufstandes, der sich gegen den politisch-ökonomischen Missbrauch des TEAG richtet, zerstört wird. Die sehr behutsam erzählte Liebesgeschichte zwischen Jinx und Douglas bildet dabei den emotionalen Hintergrund der Geschichte.

## Hintergrund
Simulacron-3 (vom lateinischen Simulacrum = Abbild, Trugbild) kann als eine der ersten Beschreibungen simulierter Realität angesehen werden, auch wenn das Thema der Scheinhaftigkeit der Welt schon vor mehr als zweitausend Jahren von Platon mit seinem Höhlengleichnis behandelt wurde. Eine weitere philosophische Grundlage lieferte René Descartes mit seiner Maxime „Ich denke, also bin ich“. Sie spielt auch im Verlauf der Romanhandlung ganz direkt eine wesentliche Rolle in den langsam und analytisch auf die Wahrheit zusteuernden Überlegungen von Hall.

## Verfilmungen
Der Roman wurde zweimal verfilmt, zuerst 1973 von Rainer Werner Fassbinder als zweiteiliger Fernsehfilm unter dem Titel Welt am Draht, der dem tiefen Pessimismus und Fatalismus der Romanvorlage Widerstand entgegensetzt. 1999 produzierte Roland Emmerich unter der Regie von Josef Rusnak eine zweite Fassung unter dem Titel The 13th Floor. Auch die Matrix-Filmreihe (ab 1999) übernimmt Elemente der Grundidee von Galouyes Roman, wenngleich die künstliche Welt dort nicht wirtschaftlichen Zwecken, sondern der Unterdrückung der Menschheit, der eine falsche Wirklichkeit vorgetäuscht wird, dient.

## Kritik
„Wie sonst vielleicht nur Philip K. Dick hinterfragt Daniel F. Galouye mit diesem Roman die Wirklichkeit: Ist alles nur Schein, sind wir nicht völlig einem unanfechtbaren Schicksal ausgeliefert, gegen das wir nicht mitbestimmen können? Galouyes Roman ist zutiefst pessimistisch: als Hall in die eigentliche Wirklichkeit vordringt, erweist sie sich als grauer und farbloser als die Illusion. Wie sieht die Wirklichkeit, in der wir leben müssen, denn nun wirklich aus?“

## Ausgaben
- Counterfeit World, London: Victor Gollancz Ltd. 1964
- Simulacron-3, New York: Bantam Books 1964
- Welt am Draht, München: Goldmann 1965, ISBN 3-442-23057-8
- Simulacron-Drei, München: Heyne 1983, ISBN 3-453-30904-9 (Bibliothek der Science Fiction Literatur, Bd. 16)
- The Thirteenth Floor (dt.), Kiepenheuer & Witsch 1999, ISBN 3-462-02826-X
- Simulacron-3 / Welt am Draht, HJB Verlag 2013, ISBN 978-3-937355-59-7